# Passo della Scalucchia
Il passo della Scalucchia (1.367 m) è un valico dell'Appennino Tosco-Emiliano che separa la valle del Secchia dall'Alta Vald'Enza, tra i comuni di Collagna e Ramiseto in provincia di Reggio Emilia. È situato sul territorio del Parco nazionale dell'Appennino Tosco-Emiliano.

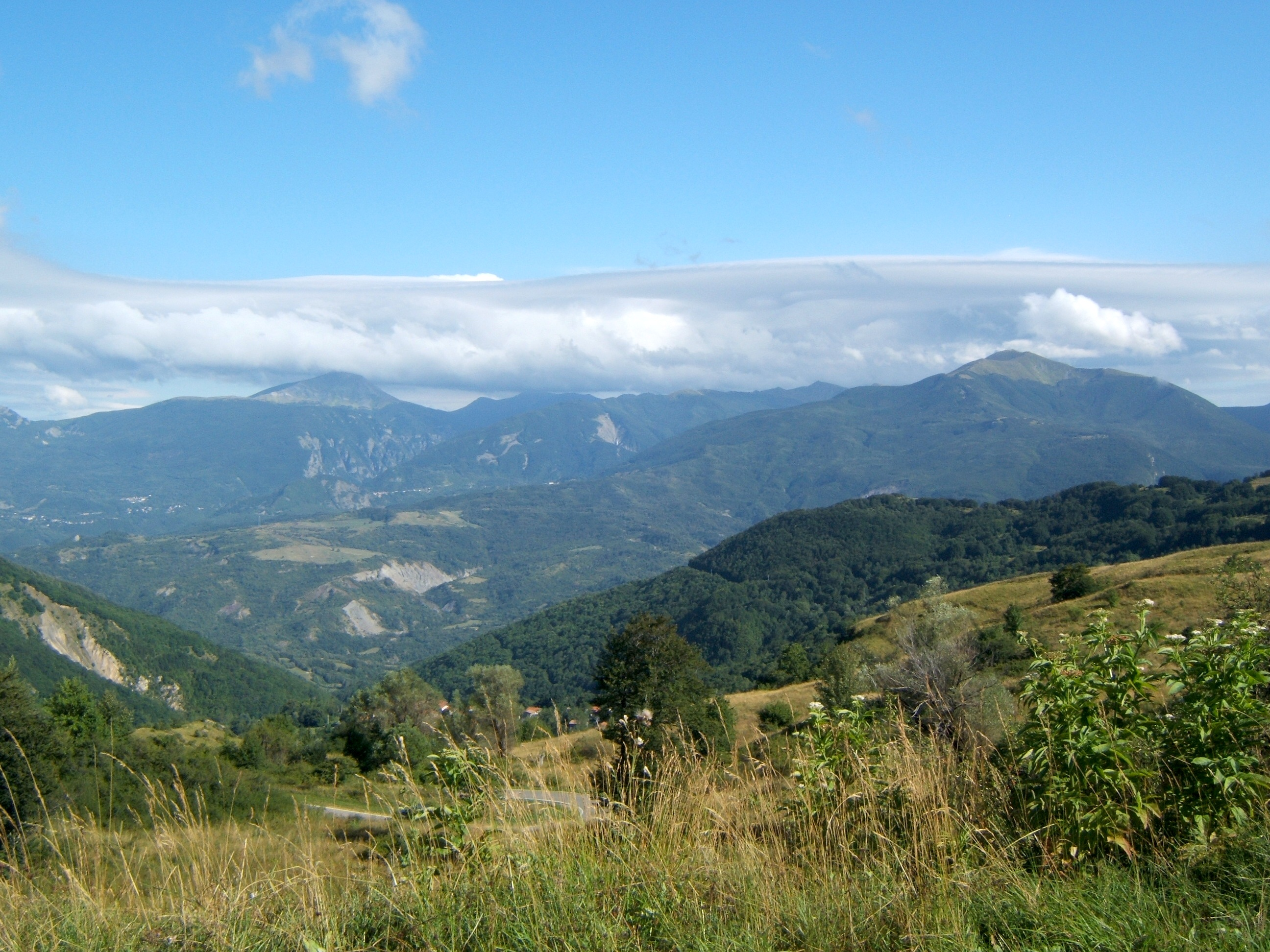
Passo della Scalucchia. Sullo sfondo i monti Cusna e Cavalbianco e l'abitato di Ligonchio.

## Descrizione
Posto sulle pendici settentrionali dell'Alpe di Succiso, il passo della Scalucchia è percorso da una strada secondaria recentemente asfaltata che collega Succiso con le località Valbona e Pratizzano. Sul versante ramisetano, la strada si inoltra tra boschi di faggi e abeti. Nel territorio di Collagna attraversa pascoli di altura offrendo un vasto panorama su tutta l'alta valle del Secchia.

## Collegamenti esterni

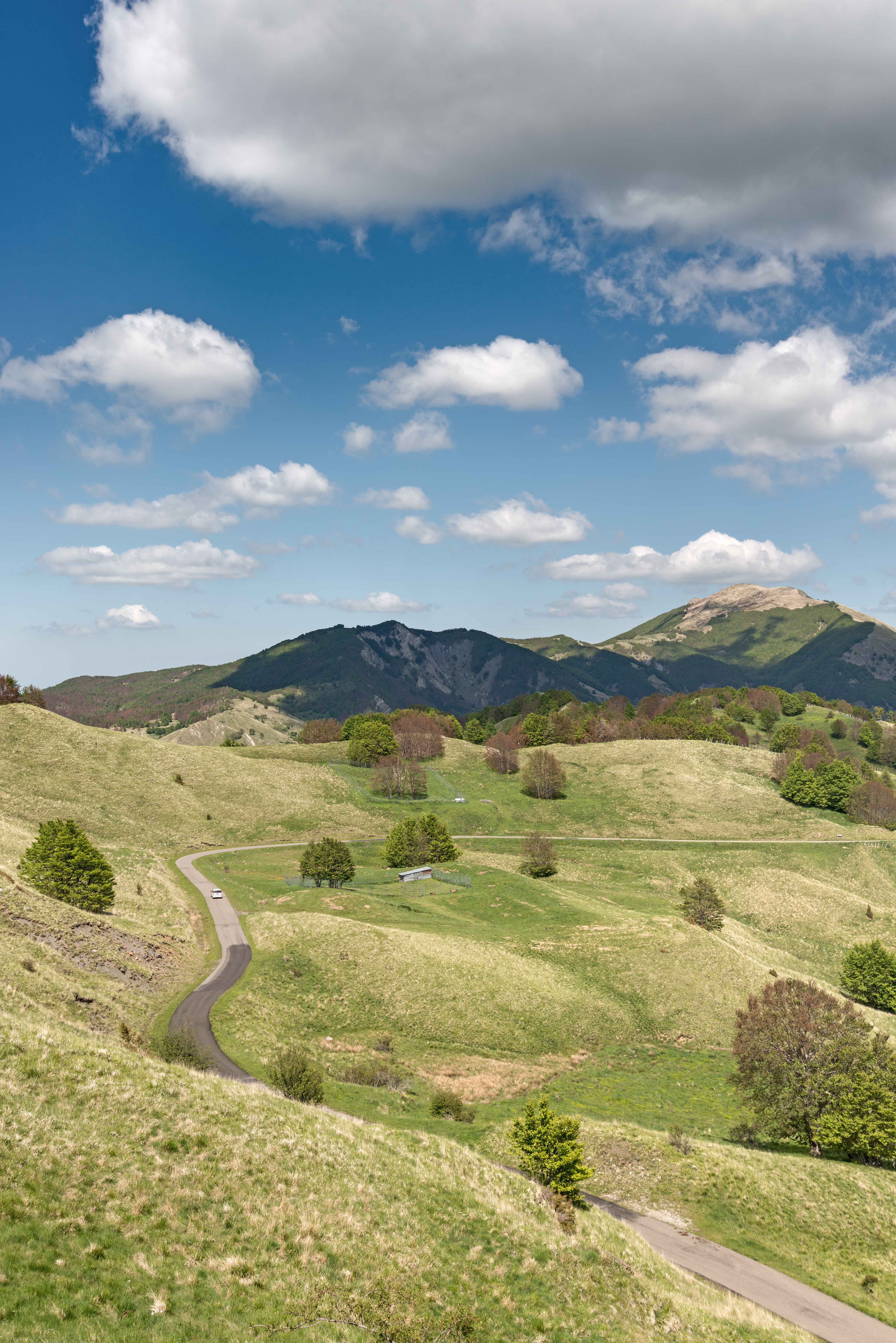
Scalucchia

Panoramica dalla Scalucchia